# Blast-Off Buzzard
Careta e Mutreta (em inglês:  Blast-Off Buzzard, em uma tradução livre Explodindo o Urubu) é um desenho animado, produzido pela Hanna-Barbera em 1977. Ao todo, teve 13 episódios e fazia parte do show da Ursuat.
Careta é um abutre que persegue o Mutreta, uma cobra. A ação se passa no deserto. Mutreta sempre se dá bem no final, escapando do Careta. Muito semelhante ao Papa-Léguas da Warner Bros.
É um desenho sem falas. O único som ouvido é dos efeitos como tombos, decolagens, risadas, pois nenhum dos dois personagens fala.
Em 1993, dois novos episódios de Careta e Mutreta foram lançados como segmento da série Tom & Jerry Kids, desta vez, com falas nos dois personagens.

## Episódios[1]

### Nomes Originais(em inglês)
1. Buzzard, You're a Turkey
2. Hard Headed Hard Hat
3. Hearts and Flowers, Buzzards and Snakes
4. The Egg and Aye, Aye, Aye
5. Testing One, Two, Three
6. Ho, Ho, Ho, It's the Birthday Buzzard
7. Wheelin' and Reelin'
8. Buzzard, Clean Up Your Act
9. Backyard Buzzard
10. Spy in the Sky
11. First Class Buzzard
12. Freezin' and Sneezin'
13. Cousin Snaky is a Groove

## Outras aparições
- Tom & Jerry Kids: Careta e Mutreta aparecem falando em apenas dois episódios intitulados Destructive Construction e Abusement Park (1993).